# SuperMemo
SuperMemo (de Super Memory) est une méthode d'apprentissage et un logiciel développé en Pologne de 1985 à nos jours. Il s'agit d'une application pratique de la répétition espacée proposée par un certain nombre de psychologues dès les années 1930 pour un enseignement efficace.
Les défenseurs de cette méthode disent qu'elle rend possible une mémorisation plus rapide et, avec la répétition, d'une durée illimitée,.
Cette méthode est disponible sous forme de logiciel pour Windows, Windows CE, Windows Mobile (Pocket PC), IPhone, IPad, Palm OS, etc. Il peut également être utilisé dans un navigateur web ou même sans ordinateur. SuperMemo est basé sur des recherches menées sur la mémoire à long terme.
La version Windows de SuperMemo supporte depuis 2002 la lecture incrémentale.

## Fonctionnement
SuperMemo repose sur une base de données de questions et réponses conçues par l'utilisateur. L'algorithme de SuperMemo sélectionne les questions qui doivent être présentées à l'utilisateur. Ce dernier y répond et note s'il a pu y répondre facilement, avec hésitation, difficilement ou pas du tout. La note est utilisée pour calculer la prochaine échéance à laquelle la question doit être présentée pour garantir une bonne répétition espacée. 
Bien que l'algorithme précis varie selon les versions de SuperMemo (SM-2, SM-3...), en général, les questions/réponses les plus dures à mémoriser sont présentées plus fréquemment.
Les dernières versions de SuperMemo supportent des contenus multimédia tels qu'images, vidéos et pages HTML.